# Mestocharella camerounensis
Mestocharella camerounensis is een vliesvleugelig insect uit de familie Eulophidae. De wetenschappelijke naam is voor het eerst geldig gepubliceerd in 1955 door Risbec.